# Мій друг Гітлер
Мій друг Гітлер (яп. わが友ヒットラー Вага томо Хіттора:) — п'єса Юкіо Місіми про дружбу і політику, написана в 1968 році. При першій постановці закріпила за автором репутацію скандаліста і провокатора; багато хто визнав, що автор висловлює своє ставлення до «захисника німецької крові та честі» (назва п'єси є цитатою з її репліки персонажа Рема). Дія п'єси відбувається в 1934 році, персонажі: Адольф Гітлер, Ернст Рем, Грегор Штрассер і Густав Крупп.